# 東角中心

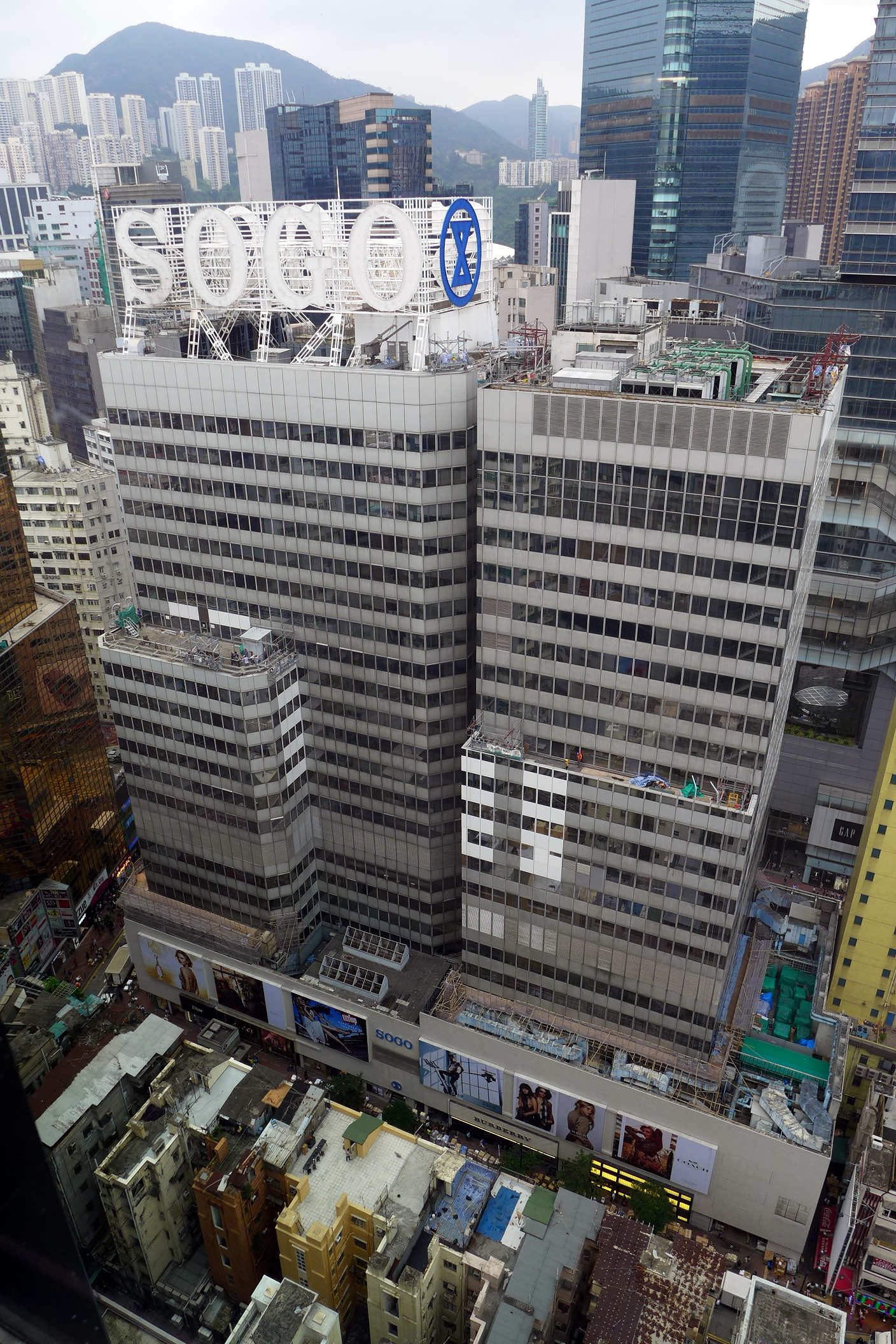
東角中心，左方為第一期，右方為第二期

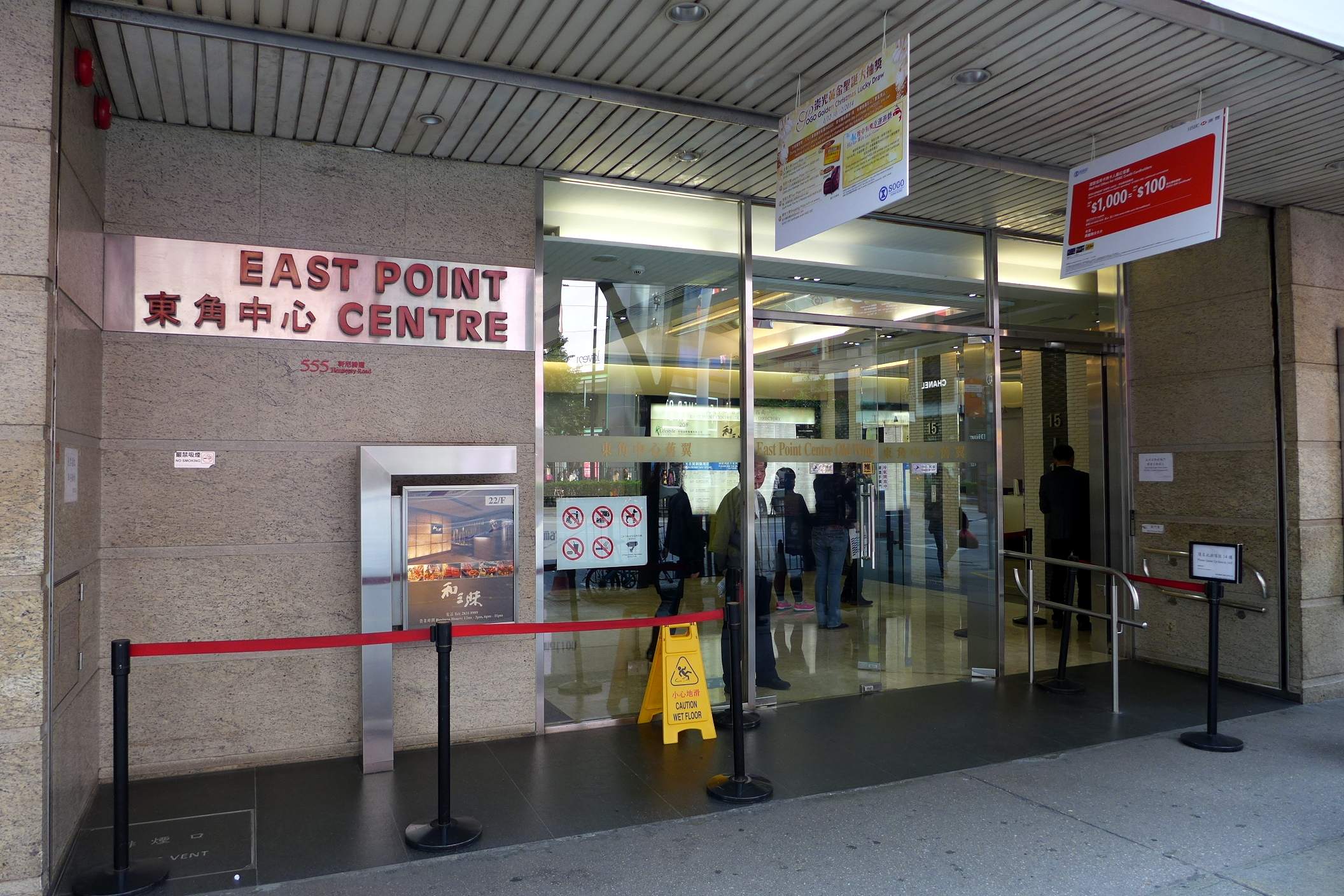
東角中心辦公室大廈入口

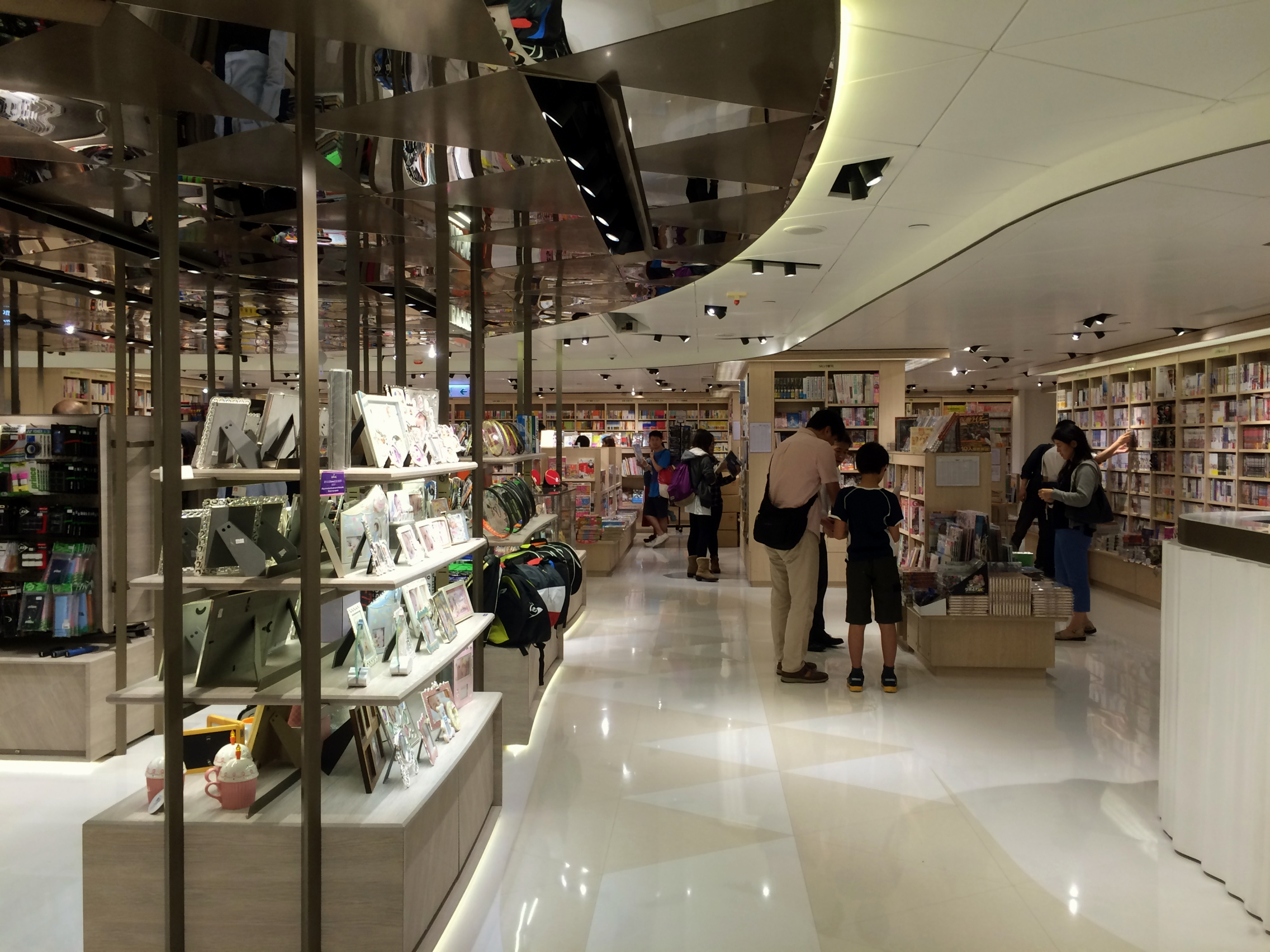
香港崇光百貨（已翻新的11樓）

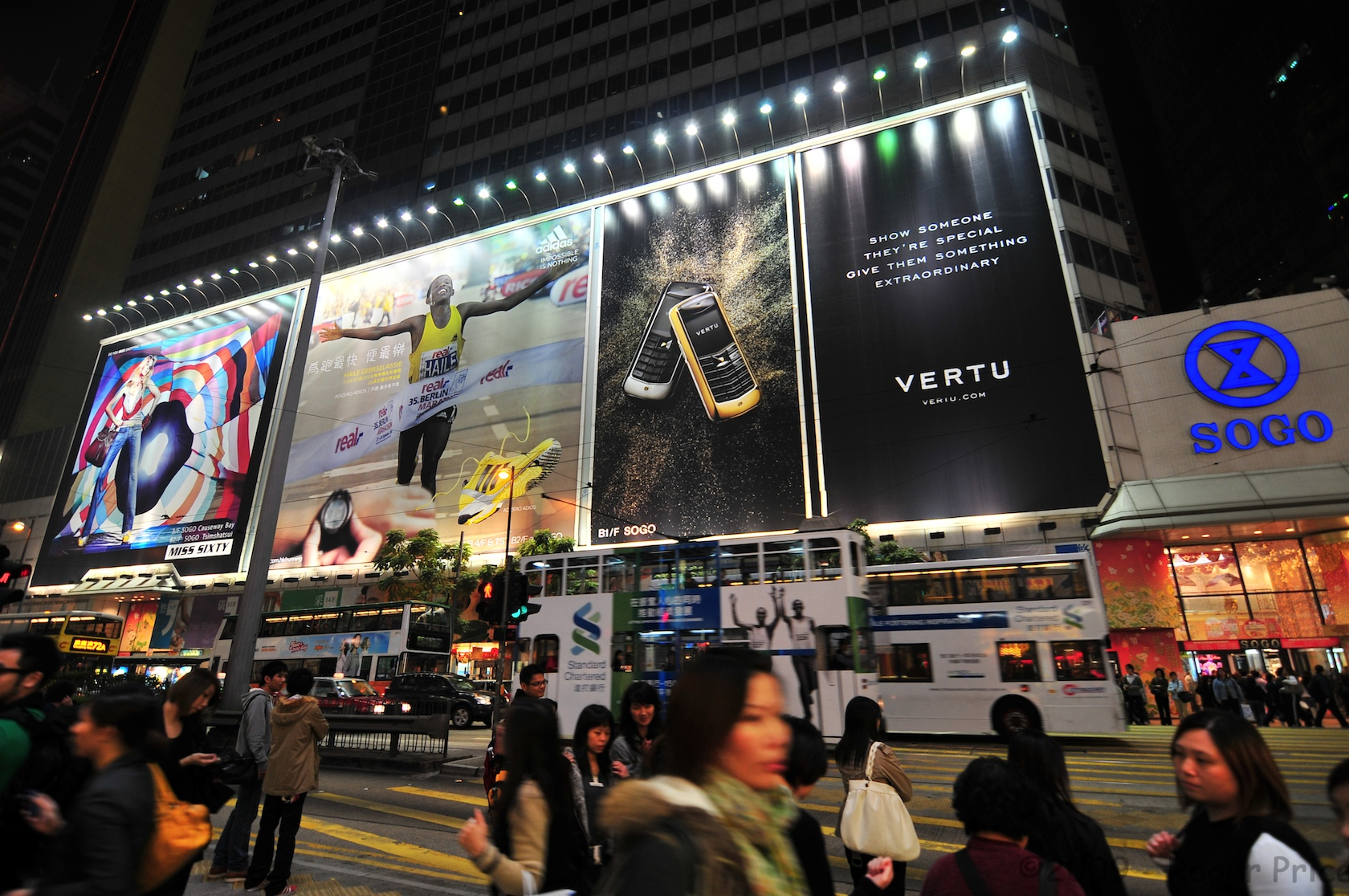
東角中心的外牆廣告（已拆卸，現改為一部三菱電機超大型顯示屏）

東角中心（英語：East Point Centre）是香港的一幢商場及寫字樓大廈，位於香港銅鑼灣軒尼詩道555號，樓高22層，由日本發展商大成建設都市開發部發展，關吳黃建築師事務所設計，新福港營造有限公司承建。項目在1980年代招租時已委託仲量行作租務代理，第一期於1985年5月31日開幕，第二期於1993年開幕。商場部份為銅鑼灣崇光百貨的所在地。寫字樓為名醫集中地，總共有50位西醫及9位牙醫在這裡診症。其他租戶包括SONY零售陳列室暨客戶服務中心和高級餐飲商戶，利福國際則於20樓內設置辦事處。

## 樓層分佈
東角中心的地庫為港鐵銅鑼灣站東大堂（D、E及F出口），其結構與銅鑼灣站、金堡中心及黃金廣場相連。大廈低層地下至9樓為香港崇光百貨，9樓以上樓層結合商廈及崇光百貨樓上舖。
| B5    | 港鐵銅鑼灣站2號下層月台（往堅尼地城）                                                                         |
| B4    | 港鐵銅鑼灣站1號上層月台（往柴灣）                                                                             |
| B3    | 停車場、港鐵銅鑼灣站東大堂（含D、E、F出入口）                                                                 |
| B2    | 崇光超級市場（Freshmart） 、港鐵D出入口連接通道及機電設施                                                     |
| B1    | 崇光皮具部、港鐵銅鑼灣站D3及D4出入口                                                                          |
| G     | 崇光名牌精品、港鐵銅鑼灣站D1、D2、E及F1出入口（D1出入口面向東角道後方；D2出入口面向軒尼詩道及崇光百貨巴士站） |
| 1     | 崇光名店時裝、手袋、香水、首飾                                                                                |
| 2     | 崇光女士服裝                                                                                                  |
| 3     | 年青人便服 |
| 4     | 運動及消閒用品                                                                                                |
| 5     | 男裝 |
| 6     | 兒童玩具及成衣                                                                                                |
| 7     | 家庭用品及餐具、廚具等                                                                                        |
| 8     | 機電層、Warehouse、Ghost House                                                                                |
| 9     | 睡房用品、崇光匯點                                                                                            |
| 10    | 家庭電器 |
| 11    | 書店、西餐廳、辦公室                                                                                          |
| 12    | 崇光會所、辦公室                                                                                              |
| 13–16 | 崇光理髮及皮膚護理中心、辦公室                                                                                |
| 17–20 | 辦公室 |
| 21    | 崇光宴會廳 |
| 22    | 餐廳 |

## 被指擅改辦公室作商場
2021年6月，傳真社報道，崇光百貨在2001年5月註冊的公契，列明大廈B2層至11樓為商業範圍，12至22樓為辦公室範圍。但在2004年疑未經政府部門批准下，將新翼12至16樓「辦公室」用途改為商場，涉違反地契。資料顯示，公司在2004年3月向屋宇署申請將新翼的11至16樓加建扶手電梯連接各樓層，而平面圖顯示用途為辦公室。同一星期，利福國際公開招股，招股章程顯示11至16樓翻新後設書店、美容中心和髮型屋等。其後屋宇署批出文件，標明11至16樓用途為辦公室。報導懷疑當年崇光百貨向屋宇署申請改建的文件與用途不符。之後11至16樓包裝成「會員制」的SOGO CLUB，並無限制進入人數，報導亦指出可能未符合走火通道要求。地政總署回覆稱沒有違反地契條款，而大廈公契在2001年4月批准後，也沒有收到修訂申請。屋宇署亦指出沒有收到有關樓層提交重大更改用途，亦沒接獲非法更改用途舉報；署方在2021年5月視察該處用作會址，同時沒有發現目前的用途對樓宇結構或消防安全構成明顯危險。

## 相關
- 香港崇光百貨有19層百貨公司商場在東角中心內，包括地庫兩層、地下及1至16樓。地庫三至五樓為港鐵港島綫銅鑼灣站所在地。（車站偏東部分）

## 鄰近
- 希慎廣場

## 交通
港鐵
- █  港島綫：銅鑼灣站D2出口

巴士
電車

## 外部参考
- 東角中心地圖 （页面存档备份，存于）

1. ↑  .   [2015-09-10]. （原始内容存档于2016-03-04）.
2. 1 2 3  D出入口是在1988年才加建，當時市民是利用鄰近E出入口來往地鐵站及崇光百貨。
3. ↑  . 明報. 2021-06-07  [2021-06-07]. （原始内容存档于2021-06-09）.